# Coenonympha california
Coenonympha california är en fjärilsart som beskrevs av John Obadiah Westwood 1851. Coenonympha california ingår i släktet Coenonympha och familjen praktfjärilar. Inga underarter finns listade i Catalogue of Life.